# 200 m masculin à la Ligue de diamant 2012
Navigation
2011
L'épreuve du 200 mètres masculin de la Ligue de diamant 2012 se déroule du 11 mai au 30 août 2012. La compétition fait successivement étape à Doha, Eugene, New York, Monaco, Lausanne, Birmingham et Zurich.

## Calendrier
| Date            | Meeting                         | Ville      | Pays        |
| --------------- | ------------------------------- | ---------- | ----------- |
| 11 mai 2012     | Qatar Athletic Super Grand Prix | Doha       | Qatar       |
| 2 juin 2012     | Prefontaine Classic             | Eugene     | États-Unis  |
| 9 juin 2012     | Meeting de New York             | New York   | États-Unis  |
| 20 juillet 2012 | Meeting Herculis                | Monaco     | Monaco      |
| 23 août 2012    | Athletissima                    | Lausanne   | Suisse      |
| 26 août 2012    | Aviva Birmingham Grand Prix     | Birmingham | Royaume-Uni |
| 30 août 2012    | Weltklasse                      | Zurich     | Suisse      |

## Résultats
| Date | Meeting                    | 1er                           | 1er   | 2e                            | 2e    | 3e                               | 3e    |
| --- | -------------------------- | ----------------------------- | ----- | ----------------------------- | ----- | -------------------------------- | ----- |
| 11 mai 2012 | Doha                       | Walter Dix 20 s 02 (MR)       | 4 pts | Churandy Martina 20 s 26 (SB) | 2 pts | Jaysuma Saidy Ndure 20 s 34 (SB) | 1 pt  |
| 2 juin 2012 | Eugene vent : -2,1 m/s     | Wallace Spearmon 20 s 27      | 4 pts | Churandy Martina 20 s 49      | 2 pts | Marvin Anderson 20 s 74 (PB)     | 1 pt  |
| 9 juin 2012 | New York vent : +0,1 m/s   | Churandy Martina 19 s 94 (NR) | 4 pts | Nickel Ashmeade 19 s 94 (SB)  | 2 pts | Warren Weir 20 s 43              | 1 pt  |
| 20 juillet 2012 | Monaco vent : +0,0 m/s     | Nickel Ashmeade 20 s 02       | 4 pts | Churandy Martina 20 s 07      | 2 pts | Wallace Spearmon 20 s 09         | 1 pt  |
| 23 août 2012 | Lausanne vent : +1,4 m/s   | Usain Bolt 19 s 58 (MR)       | 4 pts | Churandy Martina 19 s 85 (NR) | 2 pts | Nickel Ashmeade 19 s 94 (=SB)    | 1 pt  |
| 26 août 2012 | Birmingham vent : +0,0 m/s | Nickel Ashmeade 20 s 12       | 4 pts | Tyson Gay 20 s 21             | 2 pts | Wallace Spearmon 20 s 23         | 1 pt  |
| 30 août 2012 | Zurich vent : +0,0 m/s     | Usain Bolt 19 s 66 (MR)       | 8 pts | Nickel Ashmeade 19 s 85 (PB)  | 4 pts | Jason Young 20 s 08              | 2 pts |
| Records et Performances - AR : Record continental (area record) - CR : Record des championnats (championship record) - MR : Record du meeting (meet record) - NR : Record national (national record) - OR : Record olympique (olympic record) - PR : Record paralympique (paralympic record) - PB : Record personnel (personal best) - SB : Meilleure performance personnelle de la saison (season's best) - WL : Meilleure performance mondiale de l'année (world leader) - WJR : Record du monde junior (world junior record) - WR : Record du monde (world record) Circonstances et Conditions - DNF : N'a pas terminé (did not finish) - DNS : N'a pas pris le départ (did not start) - DQ : Disqualification (disqualification) - NM : Aucun essai valable enregistré (No Mark) - Q : Qualifié « directement » au prochain tour (ou à la prochaine compétition), lors d'une compétition majeure, grâce au classement ou à la réalisation des minima (automatic qualifier) - q : Qualifié au prochain tour (ou à la prochaine compétition), lors d'une compétition majeure, grâce au repêchage ou à la réalisation de l'une des meilleures performances parmi celles des « non qualifiés directement » (grâce au meilleur temps ou à la meilleure distance par exemple) (secondary qualifier) |                            |                               |       |                               |       |                                  |       |

## Classement général
- Classement final[1] :

| Rang | Athlète          | Points |
| ---- | ---------------- | ------ |
| 1    | Nickel Ashmeade  | 15 pts |
| 2    | Usain Bolt       | 12 pts |
| 3    | Churandy Martina | 12 pts |